# Handball-Oberliga Mitteldeutschland
Die Handball-Regionalliga Mitteldeutschland (MDRL), vor 2024 auch Oberliga Mitteldeutschland genannt, ist eine der Staffeln der Handball-Regionalliga/Oberliga des Deutschen Handballbundes und die höchste Spielklasse der drei selbständigen Landesverbände Sachsen (HVS), Sachsen-Anhalt (HVSA) und Thüringen (THV). Die Regionalliga ist nach der Bundesliga, der 2. Bundesliga und der 3. Liga die vierthöchste Spielklasse im deutschen Handball. 

## Regionalliga Mitteldeutschland
Mit Beginn der Saison 2024/25 wird die Oberliga Mitteldeutschland in Regionalliga Mitteldeutschland umbenannt. Auch die RL-M wird von den Landesverbänden HVS, HVSA und THV organisiert. Die Regionalliga soll mit 14 Mannschaften gebildet werden. Bei den Männern steigt der Meister direkt in die 3. Liga auf, während bei den Frauen sich der Meister erst über eine Aufstiegsrelegation zur 3. Liga (Frauen) qualifizieren kann. Die bisher untergeordneten Ligen sollen ebenfalls ab 2024/25 in Oberliga umbenannt werden. Es steigen so viele Mannschaften ab (maximal vier, Frauen maximal drei), bis die Staffelstärke von 14 Teams (Frauen 12 Teams) incl. zwei Aufsteigern aus den Oberligen und möglichen Absteigern aus der 3. Liga erreicht ist.

### Meister der Regionalliga Mitteldeutschland
| Saison  | Männer                  | Saison  | Frauen        |
| ------- | ----------------------- | ------- | ------------- |
| 2024/25 | NHV Concordia Delitzsch | 2024/25 | HC Leipzig II |
| 2025/26 |                         | 2025/26 |               |

Aufsteiger in die 3. Liga fett gedruckt

## Geschichte

### Oberliga
Nach der Kündigung des Vertrages über den gemeinsamen Spielbetrieb der Regionalverbände Süddeutscher Handballverband (SHV), Norddeutscher Handball-Verband (NHV), Südwestdeutscher Handballverband (SWHV), Nordostdeutscher Handball-Verband (NOHV) und Westdeutscher Handball-Verband (WHV) und der damit verbundenen Einstellung des Spielbetriebes der Regionalliga Mitte (siehe auch Handball-Regionalliga) wurde von verschiedenen Vereinen aus dem Mitteldeutschen Raum Anstrengungen unternommen, einen Regionalverband Mitte zu gründen. 2005 ging die Initiative dafür vom SV Hermsdorf aus, jedoch ohne Erfolg. Im Jahre 2007 war es dann der HC Einheit Halle, der erneut das Problem aufgriff. Bei einem Vereinstreffen der mitteldeutschen Handballvereine wurde der klare Wille zur Gründung eines sechsten Regionalverbandes artikuliert. Die ebenfalls anwesenden Vorsitzenden der drei Landesverbände erhielten den Auftrag, alle notwendigen Schritte dazu zu übernehmen. Nach dem zweiten Treffen in Halle wurde in Eisenberg der Mitteldeutsche Handballverband gegründet. Durch die Neugliederung der 3. Ligen (ehemals Regionalliga) unter dem Dach des DHB fand in den Regionalverbänden kein Spielbetrieb mehr statt. Sie wurden in der Folge aufgelöst. Der von den drei Landesverbänden HVS, HVSA und THV getragene Mitteldeutsche Handball-Verband organisiert seit 2010 den Spielbetrieb in der Mitteldeutschen Oberliga.
Die Gründungsmannschaften der Handball-Oberliga Mitteldeutschland 2010/11 waren:
|                                                            | Männer                                                        | Frauen                                                                                                   |
| ---------------------------------------------------------- | ------------------------------------------------------------- | --- |
| Absteiger aus der Regionalliga Nord                        | - HSG Wolfen 2000 - SG Eintracht Glinde - HSV Naumburg-Stößen | - SV Union Halle-Neustadt II - BSV 93 Magdeburg - HC Salzland 06                                         |
| Absteiger aus der Regionalliga Südwest                     | - HSV Bad Blankenburg - HSV 1990 Apolda                       | - SV Aufbau Altenburg                                                                                    |
| Absteiger aus der Regionalliga Süd                         | - SG LVB Leipzig                                              | – |
| Qualifizierte Mannschaften aus der Oberliga Sachsen        | - HC Elbflorenz 2006 I - HSG Freiberg                         | - HC Rödertal I (als SG Rödertal-Weinböhla) - SHV Oschatz - HSV 1956 Marienberg - BSV Sachsen Zwickau II |
| Qualifizierte Mannschaften aus der Oberliga Sachsen-Anhalt | - SV Oebisfelde 1895 - TuS 1947 Radis - HV Rot-Weiß Staßfurt  | - TSG Calbe - TSV Niederndodeleben 1990                                                                  |
| Qualifizierte Mannschaften aus der Thüringenliga           | - SV Hermsdorf - HSV Ronneburg - LSV Ziegelheim               | - HBV Jena 90 - TSG Ruhla (zurückgezogen)                                                                |

Ab der Saison 2018/19 wurde die MDOL der Frauen neu strukturiert: Nach einer Reduktion der Staffelstärke von 12 Mannschaften (2017/18) auf 10 Teams (2018/19) sollte dann in der Saison 2019/20 eine weitere Verringerung auf dann 8 Mannschaften erfolgen, wobei die Liga wird dann in einem Ligasystem (jeder gegen jeden) mit einer anschließenden Play-off-Doppelrunde gespielt werden sollte. Auf Grund der Meldungen der Vereine wurde durch den MHV entschieden, in der Saison 2019/20 weiterhin mit 10 Mannschaften zu spielen.
Auf Grund der COVID-19-Pandemie gab es in der Saison 2019/20 keine sportlichen Absteiger, so dass in der Saison 2020/21 17 (Männer) bzw. 12 (Frauen) Mannschaften an der MDOL teilnehmen; um die Regelmannschaftszahl (Männer: 14, Frauen: 10) zu erreichen, wird es in dieser Saison eine verschärfte Abstiegsregelung geben.

## Statistiken 2023/24

### Männer
| Pl.                | Verein                            | Sp. | S  | U | N  | Tore      | Diff. | Punkte  |
| ------------------ | --------------------------------- | --- | -- | - | -- | --------- | ----- | ------- |
| 1.                 | SV 04 Plauen-Oberlosa             | 27  | 22 | 2 | 3  | 0855:6910 | +164  | 046:80  |
| 2.                 | NHV Concordia Delitzsch           | 27  | 21 | 3 | 3  | 0768:6300 | +138  | 045:90  |
| 3.                 | HSV Bad Blankenburg               | 27  | 19 | 0 | 8  | 0757:6830 | +74   | 038:160 |
| 4.                 | USV Halle                         | 27  | 18 | 1 | 8  | 0842:7820 | +60   | 037:170 |
| 5.                 | HC Elbflorenz 2006 II             | 27  | 15 | 2 | 10 | 0825:7700 | +55   | 032:220 |
| 6.                 | HV R-W Staßfurt                   | 27  | 13 | 5 | 9  | 0761:7370 | +24   | 031:230 |
| 7.                 | HG 85 Köthen                      | 27  | 13 | 4 | 10 | 0802:7770 | +25   | 030:240 |
| 8.                 | SG Pirna/Heidenau                 | 27  | 13 | 3 | 11 | 0707:6630 | +44   | 029:250 |
| 9.                 | SV Einheit Plauen (N)             | 27  | 13 | 2 | 12 | 0747:7530 | −6    | 028:260 |
| 10.                | HC Aschersleben                   | 27  | 12 | 1 | 14 | 0687:7070 | −20   | 025:290 |
| 11.                | HC Glauchau/Meerane               | 27  | 11 | 1 | 15 | 0724:7700 | −46   | 023:310 |
| 12.                | HSV Apolda 1990                   | 27  | 8  | 0 | 19 | 0704:7830 | −79   | 016:380 |
| 13.                | SV G-W Wittenberg-Piest. (N)      | 27  | 7  | 0 | 20 | 0712:7640 | −52   | 014:400 |
| 14.                | SV Hermsdorf                      | 28  | 3  | 1 | 24 | 0701:9170 | −216  | 07:490  |
| 15.                | HSG Freiberg                      | 27  | 2  | 1 | 24 | 0673:8380 | −165  | 05:490  |
| 16.                | Sonneberger HV (Abgemeldet) & (N) | 0   | 0  | 0 | 0  | 00:00     | ±0    | 00:00   |
| Stand: 5. Mai 2024 |                                   |     |    |   |    |           |       |         |

| Zum Saisonende 2023/2024 |                                                                                |
|                          | Mitteldeutscher Handballmeister (Aufstiegsrecht in die 3. Liga)                |
|                          | Mitteldeutscher Vizemeister (Aufstiegsrecht wenn der Meister verzichtet)       |
|                          | Abstieg in die Oberliga Sachsen/Thüringen oder Sachsen-Anhalt                  |
| Zum Saisonende 2022/2023 |                                                                                |
| (N)                      | Aufsteiger aus der Sachsenliga / Thüringenliga / Sachsen-Anhalt Liga (5. Liga) |

### Frauen
| Pl.                   | Verein                         | Sp. | S  | U | N  | Tore      | Diff. | Punkte  |
| --------------------- | ------------------------------ | --- | -- | - | -- | --------- | ----- | ------- |
| 1.                    | HC Burgenland                  | 22  | 17 | 2 | 3  | 0607:5030 | +104  | 036:80  |
| 2.                    | HC Leipzig II                  | 22  | 18 | 0 | 4  | 0702:5270 | +175  | 036:80  |
| 3.                    | SV UNION Halle-Neustadt II (A) | 22  | 15 | 3 | 4  | 0574:4670 | +107  | 033:110 |
| 4.                    | TSV Niederndodeleben           | 22  | 16 | 1 | 5  | 0706:5920 | +114  | 033:110 |
| 5.                    | Görlitzer HC                   | 22  | 13 | 3 | 6  | 0587:5230 | +64   | 029:150 |
| 6.                    | Dessau-Rosslauer HV            | 22  | 12 | 1 | 9  | 0635:5650 | +70   | 025:190 |
| 7.                    | VfL Meißen                     | 22  | 11 | 1 | 10 | 0617:6420 | −25   | 023:210 |
| 8.                    | HV Chemnitz (M)                | 22  | 8  | 1 | 13 | 0514:5320 | −18   | 017:270 |
| 9.                    | HBV Jena 90 (N)                | 22  | 6  | 1 | 15 | 0562:6120 | −50   | 013:310 |
| 10.                   | SV Aufbau Altenburg            | 22  | 5  | 1 | 16 | 0536:6000 | −64   | 011:330 |
| 11.                   | AAC Amazonen (N)               | 22  | 4  | 0 | 18 | 0476:5900 | −114  | 08:360  |
| 12.                   | SG Apolda/Großschwabhausen     | 22  | 0  | 0 | 22 | 0381:7440 | −363  | 00:440  |
| Stand: 14. April 2024 |                                |     |    |   |    |           |       |         |

| Zum Saisonende 2023/2024 |                                                                                |
|                          | Mitteldeutscher Handballmeister (Relegation zur 3. Liga)                       |
|                          | Abstieg in die Oberliga Sachsen/Thüringen oder Sachsen-Anhalt                  |
| Zum Saisonende 2022/2023 |                                                                                |
| (M)                      | Meister der Mitteldeutschen Oberliga                                           |
| (N)                      | Aufsteiger aus der Sachsenliga / Thüringenliga / Sachsen-Anhalt Liga (5. Liga) |
| (A)                      | Absteiger aus der 3. Liga                                                      |

### Männer
- NHV Concordia Delitzsch 2010
- HSV Bad Blankenburg
- SG Pirna/Heidenau
- SV 04 Plauen-Oberlosa
- HSG Freiberg
- EHV Aue II
- USV Halle
- HG 85 Köthen
- HSV 1990 Apolda
- HC Einheit Plauen
- HC Aschersleben (Verbleib, da keine sportlichen Absteiger in der Saison 2019/20)
- SV Oebisfelde 1895 (Verbleib, da keine sportlichen Absteiger in der Saison 2019/20)
- HBV Jena 90 (Verbleib, da keine sportlichen Absteiger in der Saison 2019/20)
- Sonneberger HV (Aufsteiger Thüringenliga)
- HC Glauchau/Meerane (Aufsteiger Sachsenliga)
- SV Grün-Weiß Wittenberg-Piesteritz (Aufsteiger Sachsen-Anhalt-Liga)
- HC Elbflorenz 2006 II (Absteiger 3. Liga)

### Frauen
- HC Rödertal II (Verbleib, da Meldung zur 3. Liga zurückgezogen)
- TSV Niederndodeleben 1900
- SV Koweg Görlitz
- Dessau-Roßlauer HV
- HC Burgenland
- SG Meißen/Riesa
- SG Apolda/Großschwabhausen
- HSG Rückmarsdorf (Verbleib, da keine sportlichen Absteiger in der Saison 2019/20)
- SV Aufbau Altenburg (Verbleib, da keine sportlichen Absteiger in der Saison 2019/20)
- BSG Aktivist Gräfenhainichen (Verbleib, da keine sportlichen Absteiger in der Saison 2019/20)
- HBV Jena 90 (Aufsteiger Thüringenliga)
- HC Leipzig II (Aufsteiger Sachsenliga)

## Statistiken 2019/20
Der Spielbetrieb wurde am 12. März 2020 bis zum 3. Mai 2020 auf Grund der COVID-19-Pandemie ausgesetzt. Am 3. Mai 2020 wurde durch das Präsidium des MHV der Abbruch der MHV-Meisterschaften in allen Ligen beschlossen. Die Abschlusstabellen werden auf Basis der DHB-Quotientenregelung nach folgendem Schema mit Stichtag 12. März 2020 berechnet:
1. Division der Pluspunkte durch die Anzahl der absolvierten Spiele, multipliziert mit 100 und auf eine Nachkommastelle abgerundet (Punktquotient)
2. Wenn der Punktquotient gleich ist, entscheidet der direkte Vergleich, wenn alle Spiele des direkten Vergleichs vorhanden sind (kompletter direkter Vergleich)
3. Sollte der direkte Vergleich nicht komplett oder unentschieden sein, so entscheidet der Tordifferenzquotient (Division der Tordifferenz durch die Anzahl der absolvierten Spiele, multipliziert mit 100 und auf eine Nachkommastelle abgerundet)
4. weitere Entscheidungskriterien gemäß DHB-Beschluss

### Mitteldeutsche Oberliga Männer
Abschlusstabelle (Stand: 12. März 2020)
| Pl. | Verein                  | Sp. | S  | U | N  | Tore    | Diff. | Punkte | PQ    | dir. Vergl. | TDQ    | ΔPQ1   |
| --- | ----------------------- | --- | -- | - | -- | ------- | ----- | ------ | ----- | ----------- | ------ | ------ |
| 1.  | HC Burgenland           | 21  | 14 | 2 | 5  | 597:530 | +67   | 30:12  | 142,9 | n/v         | +319,0 | —      |
| 2.  | NHV Concordia Delitzsch | 21  | 15 | 0 | 6  | 575:540 | +35   | 30:12  | 142,9 | n/v         | +166,7 | ±0,0   |
| 3.  | HSV Bad Blankenburg (N) | 21  | 12 | 2 | 7  | 589:531 | +58   | 26:16  | 123,8 |             |        | −19,1  |
| 4.  | SG Pirna/Heidenau       | 21  | 10 | 4 | 7  | 476:461 | +15   | 24:18  | 114,3 |             |        | −28,6  |
| 5.  | SV 04 Plauen-Oberlosa   | 21  | 10 | 3 | 8  | 555:520 | +35   | 23:19  | 109,5 |             |        | −33,4  |
| 6.  | HSG Freiberg            | 21  | 9  | 4 | 8  | 573:570 | +3    | 22:20  | 104,8 | n/v         | +14,3  | −38,4  |
| 7.  | EHV Aue II (N)          | 21  | 9  | 4 | 8  | 598:603 | −5    | 22:20  | 104,8 | n/v         | −23,8  | −38,4  |
| 8.  | USV Halle               | 21  | 9  | 3 | 9  | 602:594 | +8    | 21:21  | 100,0 | n/v         | +38,1  | −42,9  |
| 9.  | HG 85 Köthen            | 21  | 10 | 1 | 10 | 545:568 | −23   | 21:21  | 100,0 | n/v         | −109,5 | −42,9  |
| 10. | HSV Apolda 1990         | 21  | 9  | 2 | 10 | 517:535 | −18   | 20:22  | 95,2  |             |        | −47,7  |
| 11. | HC Einheit Plauen       | 21  | 7  | 4 | 10 | 554:572 | −18   | 18:24  | 85,7  |             |        | −57,2  |
| 12. | HC Aschersleben         | 21  | 6  | 2 | 13 | 553:595 | −42   | 14:28  | 66,7  | n/v         | −200,0 | −76,2  |
| 13. | SV Oebisfelde 1895      | 21  | 7  | 0 | 14 | 526:575 | −49   | 14:28  | 66,7  | n/v         | −233,3 | −76,2  |
| 14. | HBV Jena 90             | 21  | 3  | 3 | 15 | 546:612 | −66   | 9:33   | 42,9  |             |        | −100,0 |

| Legende                 | |
|                         | Mitteldeutscher Handballmeister 2019/20 und aufstiegsberechtigte Mannschaft in die 3. Liga: HC Burgenland |
|                         | Aufstiegsberechtigte Mannschaft in die 3. Liga gemäß Regelung des DHB: —                                  |
|                         | Absteiger in die Landesverbände: –                                                                        |
| Zum Saisonende 2018/19: | |
| (M)                     | Mitteldeutscher Handballmeister 2018/19: HC Elbflorenz 2006 II                                            |
| (A)                     | Absteiger aus der 3. Liga: –                                                                              |
| (N)                     | Aufsteiger aus den Landesverbänden: HSV Bad Blankenburg, EHV Aue II                                       |

### Mitteldeutsche Oberliga Frauen
Abschlusstabelle (Stand: 12. März 2020)
| Pl. | Verein                           | Sp. | S  | U | N  | Tore    | Diff. | Punkte | PQ    | dir. Vergl. | TDQ | ΔPQ1   |
| --- | -------------------------------- | --- | -- | - | -- | ------- | ----- | ------ | ----- | ----------- | --- | ------ |
| 1.  | HC Rödertal II (N)               | 14  | 10 | 2 | 2  | 444:364 | +80   | 22:6   | 157,1 |             |     | —      |
| 2.  | TSV Niederndodeleben             | 14  | 10 | 0 | 4  | 393:348 | +45   | 20:8   | 142,9 | 2:2 (53:52) |     | −14,2  |
| 3.  | SV Koweg Görlitz (M)             | 14  | 9  | 2 | 3  | 403:346 | +57   | 20:8   | 142,9 | 2:2 (52:53) |     | −14,2  |
| 4.  | Dessau-Rosslauer HV              | 13  | 8  | 1 | 4  | 355:310 | +45   | 17:9   | 130,8 |             |     | −26,3  |
| 5.  | HC Burgenland                    | 13  | 7  | 0 | 6  | 355:347 | +8    | 14:12  | 107,7 |             |     | −49,4  |
| 6.  | HSG Riesa/Oschatz                | 14  | 5  | 3 | 6  | 370:348 | +22   | 13:15  | 92,9  |             |     | −64,2  |
| 7.  | SG Apolda/Großschwabhausen       | 14  | 5  | 2 | 7  | 381:398 | −17   | 12:16  | 85,7  |             |     | −71,4  |
| 8.  | HSG Rückmarsdorf                 | 15  | 5  | 2 | 8  | 390:427 | −37   | 12:18  | 80,0  |             |     | −77,1  |
| 9.  | SV Aufbau Altenburg (N)          | 15  | 3  | 1 | 11 | 346:429 | −83   | 7:23   | 46,7  |             |     | −110,4 |
| 10. | BSG Aktivist Gräfenhainichen (N) | 14  | 0  | 3 | 11 | 341:461 | −120  | 3:25   | 21,4  |             |     | −135,7 |

| Legende                 | |
|                         | Mitteldeutscher Handballmeister 2019/20 und aufstiegsberechtigte Mannschaft in die 3. Liga: HC Rödertal II |
|                         | Aufstiegsberechtigte Mannschaft in die 3. Liga gemäß Regelung des DHB: –                                   |
|                         | Absteiger in die Landesverbände: –                                                                         |
| Zum Saisonende 2018/19: | |
| (M)                     | Mitteldeutscher Handballmeister 2018/19: SV Koweg Görlitz                                                  |
| (A)                     | Absteiger aus der 3. Liga: –                                                                               |
| (N)                     | Aufsteiger aus den Landesverbänden: SV Aufbau Altenburg, HC Rödertal II, BSG Aktivist Gräfenhainichen      |

## Titelträger
| Spielzeit | Männer                | Frauen                 | mjB                   | mjC                                 | wjA        | wjB                    | wjC                      |
| --------- | --------------------- | ---------------------- | --------------------- | ----------------------------------- | ---------- | ---------------------- | ------------------------ |
| 2022/23   | HC Burgenland         | HV Chemnitz            | noch offen            | noch offen                          | – *        | noch offen             | noch offen               |
| 2021/22   | USV Halle F           | TSV Niederndodeleben G | SV Eiche 05 Biederitz | SC Magdeburg                        | – *        | Görlitzer HC           | HSV Magdeburg            |
| 2020/21   | – *                   | – *                    | – *                   | – *                                 | – *        | – *                    | – *                      |
| 2019/20   | HC Burgenland         | HC Rödertal II E       | – *                   | – *                                 | – *        | – *                    | – *                      |
| 2018/19   | HC Elbflorenz 2006 II | SV Koweg Görlitz D     | SC DHfK Leipzig       | SC Magdeburg                        | – *        | HC Leipzig             | HC Leipzig               |
| 2017/18   | SG LVB Leipzig        | HC Burgenland C        | SC Magdeburg II       | SC Magdeburg                        | – *        | HC Leipzig             | HC Leipzig               |
| 2016/17   | HSV Bad Blankenburg   | HV Chemnitz            | SC Magdeburg          | SC Magdeburg                        | – *        | HC Leipzig             | HC Leipzig               |
| 2015/16   | HG 85 Köthen B        | SC Markranstädt        | SC Magdeburg          | SC Magdeburg                        | – *        | HC Leipzig             | HC Leipzig               |
| 2014/15   | USV Halle             | SC Markranstädt A      | ThSV Eisenach         | SC DHfK Leipzig                     | – *        | HSV Magdeburg          | SV Union Halle-Neustadt  |
| 2013/14   | HG 85 Köthen          | HSV 1956 Marienberg    | SC DHfK Leipzig       | NSG EHV/Nickelhütte Aue             | – *        | JSpG Halle/MD/Barleben | BSV Sachsen Zwickau      |
| 2012/13   | HSV Bad Blankenburg   | HC Salzland 06         | SC Magdeburg          | SC Magdeburg                        | HC Leipzig | Thüringer HC           | NSG Turbine Markranstädt |
| 2011/12   | HC Elbflorenz 2006 I  | HC Rödertal I          | SC Magdeburg          | Handball-Akademie Leipzig/Delitzsch | HC Leipzig | HC Leipzig             | JSpG Halle/MD/Barleben   |
| 2010/11   | SG LVB Leipzig        | SHV Oschatz            | – *                   | – *                                 | – *        | – *                    | – *                      |

| Legende | Legende                                                    |
| ------- | ---------------------------------------------------------- |
|         | Der Meister gehört dem Thüringer Handball-Verband an.      |
|         | Der Meister gehört dem Handball-Verband Sachsen-Anhalt an. |
|         | Der Meister gehört dem Handball-Verband Sachsen an.        |

## Saisonstatistiken

### Männer
| Spielzeit | Mannsch. (Spiele) | Meister (Punkte)             | Vizemeister (Punkte)            | Absteiger in Landesverbände                                                            | Aufsteiger aus Landesverbänden                                              | Absteiger aus 3. Liga                   | Tore                      | Torschützenkönig (Tore/7-m)                      | Zuschauer       |
| --------- | ----------------- | ---------------------------- | ------------------------------- | -------------------------------------------------------------------------------------- | --------------------------------------------------------------------------- | --------------------------------------- | ------------------------- | ------------------------------------------------ | --------------- |
| 2023/24   | 16 (240)          | noch offen                   | noch offen                      |                                                                                        | - Sonneberger HV - HC Einheit Plauen - SV „Grün-Weiß“ Wittenberg-Piesteritz | –                                       | noch offen (⌀ noch offen) | ausstehend (ausstehend, ausstehend)              | offen (⌀ offen) |
| 2022/23   | 16 (240)          | HC Burgenland (50:10)        | SV 04 Plauen-Oberlosa (48:12)   | - HBV Jena 90 - Zwickauer HC Grubenlampe                                               | - SV Hermsdorf - HV Rot-Weiß Staßfurt - Zwickauer HC Grubenlampe            | - HC Burgenland - SV 04 Plauen-Oberlosa | 13080 (⌀ 54,73n)          | Jan Schindler (HSV Apolda 1990, 234/59)          | 61520 (⌀ 257)   |
| 2021/22   | 15 (154)          | USV Halle (24:4)             | HG 85 Köthen (17:11)            | - EHV Aue II - HC Einheit Plauen - SV Grün-Weiß Wittenberg-Piesteritz - Sonneberger HV | –                                                                           | –                                       | 5.383 (⌀ 51,76)           | Vaclav Klimt (HC Glauchau/Meerane, 204/48)       | offen (⌀ offen) |
| 2020/21   | abgebrochen       |                              |                                 | –                                                                                      | –                                                                           | –                                       |                           |                                                  |                 |
| 2019/20   | 14 (147 1)        | HC Burgenland (30:12)        | NHV Concordia Delitzsch (30:12) | –                                                                                      | - HC Glauchau/Meerane - SV Grün-Weiß Wittenberg-Piesteritz - Sonneberger HV | - HC Elbflorenz 2006 II                 | 7.806 (⌀ 53,10)           | Frank Grohmann (NHV Concordia Delitzsch, 152/65) | 44.893 (⌀ 305)  |
| 2018/19   | 14 (182)          | HC Elbflorenz 2006 II (43:9) | SV 04 Plauen-Oberlosa (41:11)   | - Zwickauer HC Grubenlampe                                                             | - HSV Bad Blankenburg - EHV Aue II                                          | –                                       | 9.380 (⌀ 51,54)           | Frank Grohmann (NHV Concordia Delitzsch, 188/72) | 57.782 (⌀ 317)  |
| 2017/18   | 14 (182)          | SG LVB Leipzig (42:10)       | HG 85 Köthen (33:19)            | - HC Glauchau/Meerane - HV Rot-Weiß Staßfurt                                           | - HBV Jena 90 - SV Oebisfelde 1895 - Zwickauer HC Grubenlampe               | – 2                                     | 9.359 (⌀ 51,42)           | Thorsten Schneider (SG Pirna/Heidenau, 164/27)   | 56.128 (⌀ 308)  |
| 2016/17   | 15 (210)          | HSV Bad Blankenburg (48:8)   | HC Burgenland (36:20)           | - TuS 1947 Radis R - Zwickauer HC Grubenlampe - SV Hermsdorf                           | - HC Elbflorenz 2006 II - HC Einheit Plauen                                 | - SG LVB Leipzig                        | 11.159 (⌀ 53,14)          | Kenny Dober (HC Burgenland, 278/100)             | 69.416 (⌀ 331)  |
| 2015/16   | 14 (182)          | HG 85 Köthen V (36:16)       | HC Aschersleben (35:17)         | - HC Einheit Plauen - TSG Calbe                                                        | - NHV Concordia Delitzsch 2010                                              | - HSV Bad Blankenburg - USV Halle       | 10.045 (⌀ 55,19)          | Kenny Dober (HC Burgenland, 211/80)              | 67.668 (⌀ 372)  |
| 2014/15   | 14 (182)          | USV Halle (39:13)            | HC Einheit Plauen (36:16)       | - HSG Gotha/Goldbach R - HSG Werratal 05 - SV Oebisfelde 1895 - SG Spergau             | - HSV Apolda 1990 - SV 04 Plauen-Oberlosa - TSG Calbe                       | - HG 85 Köthen - ESV Lokomotive Pirna   | 11.544 (⌀ 63,43)          | Kenny Dober (HC Burgenland, 219/70)              |                 |
| 2013/14   | 14 (182)          | HG 85 Köthen (42:10)         | HC Einheit Halle 05 (39:13)     | - LHV Hoyerswerda - TSG Calbe - LSV Ziegelheim                                         | - HSG Werratal 05 - SG Spergau - Zwickauer HC Grubenlampe                   | - HC Aschersleben                       | 10.262 (⌀ 56,70)          |                                                  |                 |
| 2012/13   | 14 (182)          | HSV Bad Blankenburg (52:0)   | HG 85 Köthen (39:13)            | - HSG Wolfen 2000 - HSV Apolda 1990                                                    | - HSG Gotha/Goldbach - HC Einheit Plauen - TSG Calbe                        | –                                       | 10.143 (⌀ 55,73)          | David Heinig (LSV Ziegelheim, 247/0)             |                 |
| 2011/12   | 14 (182)          | HC Elbflorenz 2006 I (49:3)  | HSV Bad Blankenburg (48:4)      | - HSC Erfurt - SV Grün-Weiß Wittenberg-Piesteritz                                      | - HSV Glauchau - HSV Naumburg-Stößen - HSV Apolda 1990                      | –                                       | 10.245 (⌀ 56,29)          |                                                  |                 |
| 2010/11   | 14 (182)          | SG LVB Leipzig (45:7)        | HC Elbflorenz 2006 I (38:14)    | - HSV Ronneburg - HSV Apolda 1990 - SG Eintracht Glinde - HSV Naumburg-Stößen          | - LHV Hoyerswerda - HSC Erfurt - SV Grün-Weiß Wittenberg-Piesteritz         | - HG 85 Köthen - HC Einheit Halle 05    | 10.573 (⌀ 58,41)          | David Heinig (LSV Ziegelheim, 257/0)             |                 |

### Frauen
| Spielzeit | Mannsch. (Spiele) | Meister (Punkte)            | Vizemeister (Punkte)                | Absteiger in Landesverbände                                               | Aufsteiger aus Landesverbänden                                        | Absteiger aus 3. Liga                           | Tore            | Torschützenkönig (Tore/7-m)                   | Zuschauer      |  |
| --------- | ----------------- | --------------------------- | ----------------------------------- | ------------------------------------------------------------------------- | --------------------------------------------------------------------- | ----------------------------------------------- | --------------- | --------------------------------------------- | -------------- |  |
| 2023/24   | 12 (132)          | HC Burgenland (36:8)        | HC Leipzig II (36:8)                | - noch nicht bekannt                                                      | - HBV Jena 90 - AAC Amazonen                                          | –                                               | 6.956 (⌀ 54.34) | Lena Thomas (VfL Meißen, 199/66)              | 12.704 (⌀ 99)  |  |
| 2022/23   | 12 (110)          | HV Chemnitz (31:9)          | BSV Sachsen Zwickau II (30:10)      | - HSV Magdeburg - BSG Aktivist Gräfenhainichen                            | - BSV Sachsen Zwickau II - HSV Magdeburg                              | –                                               | 6.176 (⌀ 57,19) | Lena Thomas (VfL Meißen, 203/65)              | 9.524 (⌀ 88)   |  |
| 2021/22   | 11 (65)           | TSV Niederndodeleben (22:6) | Dessau-Rosslauer HV (17:8)          |                                                                           |                                                                       |                                                 |                 |                                               |                |  |
| 2020/21   | abgebrochen       |                             |                                     |                                                                           |                                                                       |                                                 |                 |                                               |                |  |
| 2019/20   | 10 (70 1)         | HC Rödertal II V (22:6)     | TSV Niederndodeleben (20:8)         | –                                                                         | - HC Leipzig II - HBV Jena 90                                         | –                                               | 3.778 (⌀ 53,97) | Klára Klégrová (SV Koweg Görlitz, 152/65)     | 6.878 (⌀ 98)   |  |
| 2018/19   | 10 (90)           | SV Koweg Görlitz V (30:6)   | SV Union Halle-Neustadt II A (29:7) | - SC Hoyerswerda - BSV 93 Magdeburg-Olvenstedt R                          | - SV Aufbau Altenburg - HC Rödertal II - BSG Aktivist Gräfenhainichen | –                                               | 4.692 (⌀ 52,13) | Veronika Bange (TSV Niederndodeleben, 153/47) | 9.142 (⌀ 101)  |  |
| 2017/18   | 12 (132)          | HC Burgenland V (39:5)      | Thüringer HC II A (36:8)            | - Radeberger SV - HC Rödertal II - HSV Magdeburg - BSV Sachsen Zwickau II | - HSV Apolda - Dessau-Roßlauer HV 06 - HSG Rückmarsdorf               | –                                               | 7.008 (⌀ 53,09) | Laura Rosemann (SC Hoyerswerda, 211/65)       | 13.279 (⌀ 101) |  |
| 2016/17   | 12 (132)          | HV Chemnitz (44:0)          | SV Union Halle-Neustadt II (31:13)  | - HSV 1956 Marienberg R                                                   | - Radeberger SV - HSG Riesa/Oschatz                                   | –                                               | 6.564 (⌀ 51,28) | Lavinia Poterasi (HC Burgenland, 195/46)      | 16.444 (⌀ 127) |  |
| 2015/16   | 12 (132)          | SC Markranstädt (42:2)      | SG HV Chemnitz 2010 (38:6)          | - HC Sachsen Neustadt-Sebnitz                                             | - SV Union Halle-Neustadt II                                          | - HSV 1956 Marienberg                           | 6.601 (⌀ 52,39) | Laura Rosemann (SC Hoyerswerda, 168/60)       | 19.248 (⌀ 151) |  |
| 2014/15   | 10 (90)           | SC Markranstädt N (34:2)    | TSV Niederndodeleben (25:11)        | - BSV Sachsen Zwickau II - HSV Magdeburg                                  |                                                                       |                                                 | 4.920 (⌀ 54,67) | Laura Rosemann (SC Hoyerswerda, 200/59)       |                |  |
| 2013/14   | 12 (132)          | HSV 1956 Marienberg (41:3)  | SC Markranstädt (40:4)              | - HSV Haldensleben R - SV Aufbau Altenburg R - SG Seehausen - TSG Calbe   | - HC Burgenland - HC Rödertal II - SC Hoyerswerda                     |                                                 | 7.174 (⌀ 54,76) | Johanna Willing (SG Seehausen, 197/54)        |                |  |
| 2012/13   | 12 (110 2)        | HC Salzland 06 (34:6)       | TSV Niederndodeleben (33:7)         | - BSV Sachsen Zwickau II R - TSV 1880 Gera-Zwötzen - HSC 2000 Magdeburg   | - SC Markranstädt - SG Seehausen                                      | - HC Sachsen Neustadt-Sebnitz - Thüringer HC II | 6.150 (⌀ 56,42) | Vivien Walzel (SV Aufbau Altenburg, 234/9)    |                |  |
| 2011/12   | 12 (132)          | HC Rödertal I (44:0)        | HSV 1956 Marienberg (34:10)         | - SV Union Halle-Neustadt II R                                            | - SV Koweg Görlitz                                                    | - HSC 2000 Magdeburg                            | 7.213 (⌀ 54,64) | Jurgita Markeviciute (HC Rödertal I, 196/92)  |                |  |
| 2010/11   | 12 (110 3)        | SHV Oschatz (37:3)          | HC Rödertal I (36:4)                | - HBV Jena 90 - TSG Ruhla R                                               | - SG HV Chemnitz 2010 - TSV 1880 Gera-Zwötzen                         | - HSV Haldensleben                              | 5.606 (⌀ 51,43) | -                                             | -              |  |